# La Paz, Guerrero
La Paz är en ort i Mexiko.   Den ligger i kommunen La Unión de Isidoro Montes de Oca och delstaten Guerrero, i den södra delen av landet, 300 km sydväst om huvudstaden Mexico City. La Paz ligger 47 meter över havet och antalet invånare är 114.
Terrängen runt La Paz är platt åt sydväst, men åt nordost är den kuperad. Havet är nära La Paz åt sydväst. Runt La Paz är det glesbefolkat, med 15 invånare per kvadratkilometer. Närmaste större samhälle är La Unión, 5,9 km nordost om La Paz. Omgivningarna runt La Paz är en mosaik av jordbruksmark och naturlig växtlighet.